# P (símbolo)

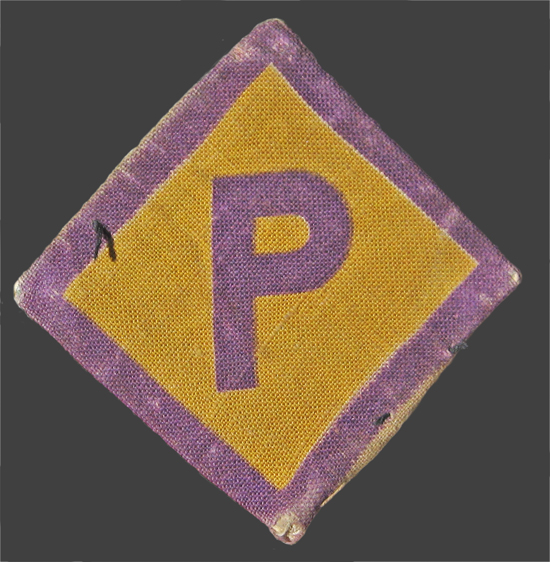
Parche "P" para la población polaca

La P (del alemán: Polen y del polaco: Polacy) fue un distintivo introducido el 8 de marzo de 1940 por la administración Nazi con el que se marcaban a los esclavos polacos (Zivilarbeiter en alemán) en tiempos de la II Guerra Mundial. El objetivo del distintivo era identificar a la población polaca de la germana mediante un parche visible cosido en la ropa al igual que la Estrella de David en el caso de los judíos. Ambos distintivos son vistos como un símbolo de la vergüenza.

## Diseño y uso
El distintivo fue introducido en los decretos polacos sancionados el 8 de marzo de 1940. El símbolo tenía forma de rombo de cinco centímetros por lado con un borde 0,5 cm y una P de 2,5 cm (ambos de color violeta). En cuanto al color del interior, este era amarillo.
El parche, debía estar cosido a la altura del pecho derecho en cada pieza de ropa. Aquellos que no obedecieran la directriz, estaban sujetos a sanciones económicas superiores a 150 reichsmarks y a seis semanas de arresto.
La elección de los colores y la forma se tomó para evitar cualquier asociación con los símbolos nacionales de Polonia. Dicha insignia precedió a la Estrella de David amarilla que debían portar la población judía, y que al igual que esta, servía para identificar al individuo de acuerdo con su origen racial o étnico.
En enero de 1945 la Oficina Central de Seguridad del Reich propuso un nuevo diseño para el distintivo: una mazorca amarilla sobre una etiqueta blanca y roja. Sin embargo, no llegó a implementarse.

## Ejemplos

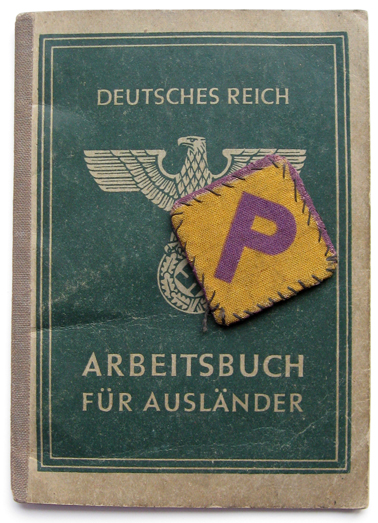
Arbeitsbuch für Ausländer (Diario laboral para extranjeros): documento de identidad para la población polaca destinada a trabajos forzados. Junto al diario, un parche con la "P", pieza que debía ir cosida a la ropa.
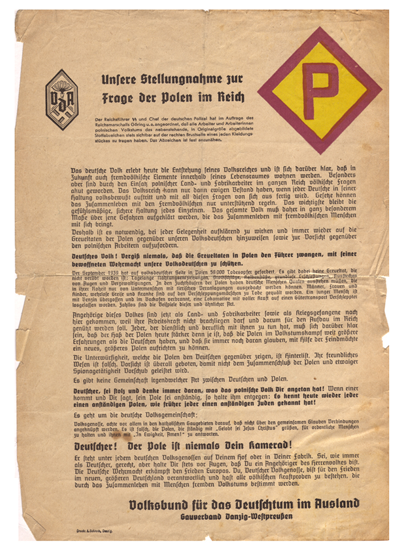
Cartel propagandístico antipolaco publicado por la "Volksbund für das Deutschtum im Ausland" (Asociación por la Germanización en el Extranjero) y la "Gauverband Danzig Westpreußen" (Asociación del Gau de Prusia Occidental) de Danzig.